# Las Trancas, Oaxaca
Las Trancas är en ort i Mexiko.   Den ligger i kommunen Santa Catarina Juquila och delstaten Oaxaca, i den sydöstra delen av landet, 400 km sydost om huvudstaden Mexico City. Las Trancas ligger 758 meter över havet och antalet invånare är 174.
Terrängen runt Las Trancas är huvudsakligen kuperad, men åt nordost är den bergig. Runt Las Trancas är det ganska tätbefolkat, med 65 invånare per kvadratkilometer. Närmaste större samhälle är Santa Catarina Juquila, 16,8 km norr om Las Trancas. I omgivningarna runt Las Trancas växer huvudsakligen savannskog.